# Gymnochthebius angulonotus
Gymnochthebius angulonotus är en skalbaggsart som beskrevs av Perkins 2005. Gymnochthebius angulonotus ingår i släktet Gymnochthebius och familjen vattenbrynsbaggar. Inga underarter finns listade i Catalogue of Life.